# Германци в Русия
Германците в Русия (на немски: Deutsche aus Russland) са 23-та по численост етническа група в Русия. Според преброяването на населението през 2010 г. броят на хората, определили се за германци, е 394 138 души, или 0,28% от населението на страната.

## Поява на германците в Русия
Първото писмено споменаване за съществуването в Новгород на „немски двор“ – място, където са живели търговци и са съхранявали стоки, датира от 1199 г. Смята се, че той е основан по-рано, тъй като изграждането на немската църква „Св. Петър“ в града като център на „немския двор“ се споменава през 1184 г.